# Академія праці, соціальних відносин і туризму
Акаде́мія пра́ці, соціа́льних відно́син і тури́зму (АПСВТ) — вищий навчальний заклад IV рівня акредитації (м. Київ).

## Історія
Академія була створена у 1993 році на базі навчально-методичного центру Федерації профспілок України, спочатку мала назву «Академія праці і соціальних відносин». Статут закладу був затверджений 4 листопада 1993 року.
На початку 2010-х років до Академії були приєднані ще два ВНЗ, що підпорядковувалися Федерації профспілок, — Харківський соціально-економічний інститут та Інститут туризму. Внаслідок цього, у квітні 2013 року Академію праці і соціальних відносин було перейменовано в Академію праці, соціальних відносин і туризму.
У 2013–2014 в.о. ректора АПСВТ був Попович Сергій Іванович, ректор Інституту туризму.
Станом на 2012 рік Академія підготувала 25 тисяч фахівців соціальної сфери, 2 538 особи отримали другу вищу освіту, 3 465 діячів профспілкової сфери підвищили свою кваліфікацію. Станом на 1 січня 2013 року в Академії навчалися 1034 студенти, з яких 458 — денної форми навчання, 576 — заочної форми навчання.
2013 року у виші навчались 1982 студенти, працювали 186 викладачів, серед яких 24 доктори та 84 кандидати наук.
У 2011–2013 та 2014–2020 роках посаду ректора АПСВТ обіймала Буяшенко Вікторія Василівна (пом. 2020), доктор філософських наук, професор.
Станом на квітень 2024 року в. о. ректора Сухомлин Віктор Борисович.

## Навчання
Академія пропонує навчання за кваліфікаційними рівнями «бакалавр», «магістр» та «доктор філософії», є денна, заочна та дистанційна форми освіти.
Підготовка бакалаврів та магістрів здійснюється за сімома спеціальностями: право, соціальна робота, соціологія, підприємництво, торгівля та біржова діяльність, маркетинг, фінанси, банківська справа та страхування, менеджмент, туризм.
Академія — це один із небагатьох навчальних закладів в Україні, де забезпечується підготовка спеціалістів з універсальним поєднанням соціології праці, організації та управління не за галузевим принципом. Це дозволяє випускникам працювати у різних сферах економіки, освіти, культури, промисловості, агропромисловому комплексі, у судах, прокуратурі, державному управлінні, профспілкових організаціях та ін.

## Структура
До 2012 року в складі Академії існувало чотири факультети та окремо три загальноакадемічні кафедри: економічний, юридичний, соціального управління та підвищення кваліфікації профспілкових працівників, кафедри фізичного виховання, іноземних мов, інформаційних технологій та математичних методів.
З метою упорядкування освітньої діяльності у 2012 році були внесені зміни до організаційної структури Академії, внаслідок чого на базі факультету підвищення кваліфікації профспілкових кадрів було створено Інститут профспілкового руху, на базі економічного факультету та факультету соціального управління — факультет економіки та соціального управління.
При факультетах діють профільні класи для підготовки слухачів до ЗНО з поглибленим вивченням української мови та літератури, математики, біології, географії, іноземної мови, історії, історії України, правознавства, основ інформатики та комп'ютерної техніки, психології, соціології. Термін навчання — 6 місяців.
Структурні підрозділи Академії:
- Факультет економіки та соціального управління — спеціальності «Фінанси, банківська справа та страхування», «Маркетинг», «Менеджмент», «Підприємництво, торгівля та біржова діяльність», «Соціологія», «Соціальна робота», «Туризм»
- Юридичний факультет — спеціальність «Право»
- Інститут профспілкової освіти

## Матеріально-технічна база

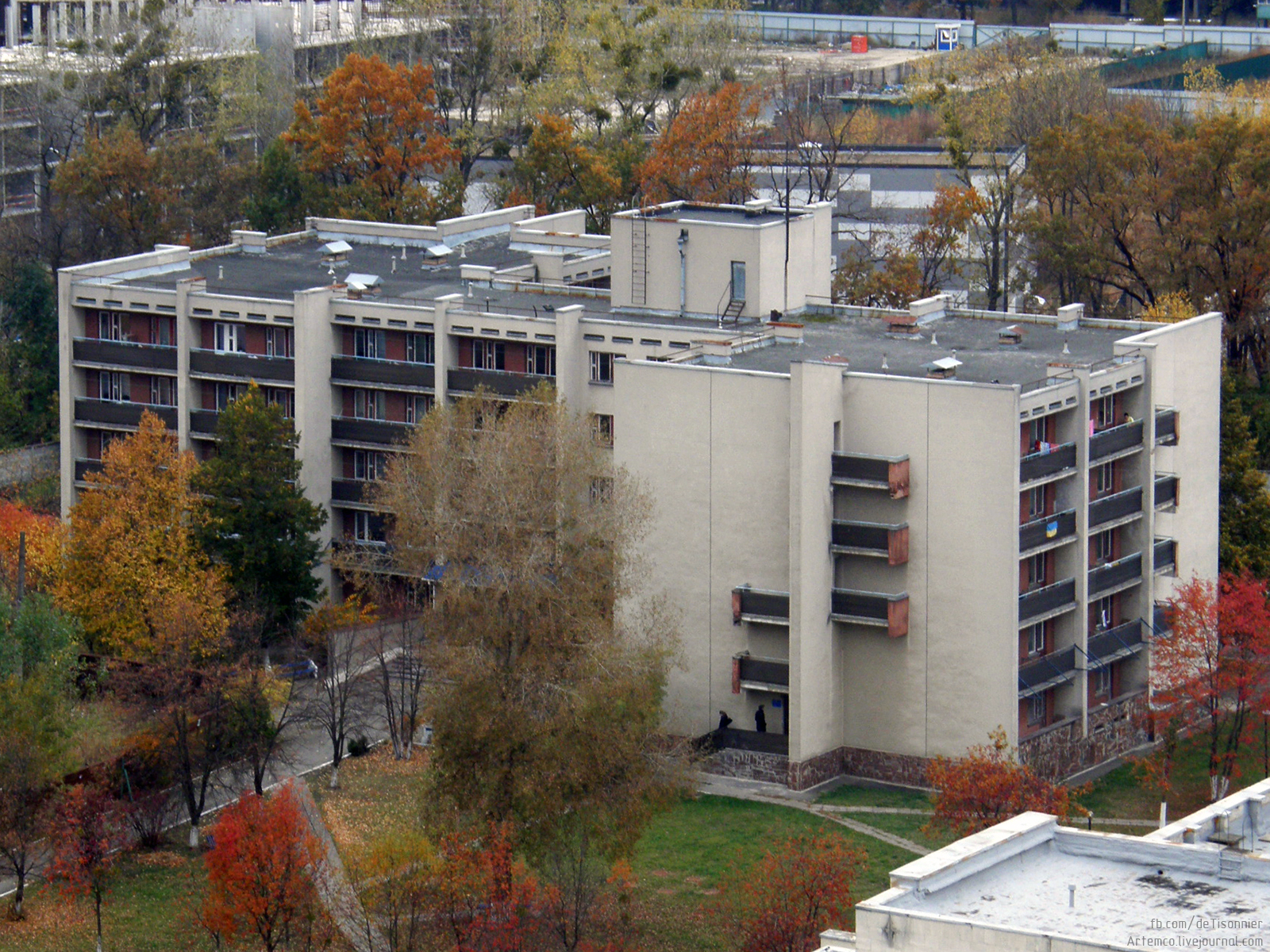
гуртожиток Академії праці, соціальних відносин і туризму

В Академії діють 7 комп'ютерних класів, підключених до мережі Інтернет (210 одиниць), спеціалізовані навчальні лабораторії (маркетингу, фінансів, криміналістики), бібліотека (фонд становить близько 80 тис. примірників), конференц-зал та актовий зал, медичний пункт, гуртожиток, кафетерій та їдальня.
Також Академія має поліграфічну та інформаційну бази, що забезпечують стовідсоткове видання підручників та методичних посібників, довідників.

## Наукова діяльність
З 1999 року в Академії праці, соціальних відносин і туризму діє аспірантура, де відбувається підготовка аспірантів та здобувачів наукових ступенів кандидатів економічних, соціологічних та юридичних наук. За 1999—2017 роки в аспірантурі АПСВТ було підготовлено 36 кандидатів наук.
У 2017 році на виконання Закону України «Про вищу освіту» в Академії започатковано освітньо-наукові програми докторів філософії. Метою нових навчальних програм є підготовка кваліфікованих науковців, здатних розв'язувати комплексні проблеми у своїй галузі за допомогою наукових досліджень. З 2017 року навчання в аспірантурі АПСВТ відбувається за спеціальностями 051 «Економіка», 081 «Право», 231 «Соціальна робота».
Академія має власне періодичне видання — науковий журнал «Вісник Академії праці, соціальних відносин і туризму», який видається з 1998 року (до 2016 року мав назву «Вісник АПСВ ФПУ»). «Вісник АПСВТ» є фаховим виданням з права, економіки та соціальної роботи. До тематики журналу належить також вивчення профспілкового руху та діяльності профспілок. До редколегії «Віснику АПСВТ» входять відомі дослідники з питань права, економіки і соціальної роботи з України, Польщі, Фінляндії, Словенії, Азербайджану. Публікації журналу розміщені у міжнародних та українських наукометричних базах.
Навчальна та науково-дослідна робота студентів і викладачів вдосконалюється через організацію студентських гуртків, проведення студентських олімпіад, участь у науково-практичних конференціях, симпозіумах, семінарах, колоквіумах з економічних, правових та соціальних питань, співробітництво з вищими навчальними закладами спорідненого профілю, установами та організаціями, розташованими як в Україні, так і за кордоном.
Академія праці і соціальних відносин на основі Договору про співпрацю з Київським регіональним центром оцінування якості освіти з грудня 2008 р. має статус пункту реєстрації учасників Зовнішнього незалежного оцінювання (ЗНО). Зареєструватися можуть особи, які мешкають у м. Києві, Київській і Черкаській областях, мають повну загальну середню освіту; учні професійно-технічних навчальних закладів, розташованих у м. Києві, Київській і Черкаській областях; студенти вищих навчальних закладів I—II рівнів акредитації, розташованих у м. Києві, Київській і Черкаській областях, та планують вступати до вищих навчальних закладів.

## Нагороди та визнання
Академія неодноразово отримувала дипломи всеукраїнських та міжнародних виставок:
- 1999 рік — Диплом Всеукраїнського відкритого рейтингу популярності та якості «Золота фортуна-99» «За вагомий внесок у підготовку спеціалістів в галузі ринкових та соціальних відносин».
- 2002 рік — Диплом V міжнародної виставки навчальних закладів «Сучасна освіта в Україні» «За вагомий внесок у розвиток національної системи освіти».
- 2004 рік — Диплом VII міжнародної виставки навчальних закладів «Сучасна освіта в Україні» «За вагомий внесок у модернізацію національної системи освіти».
- 2004 рік — Диплом виставки-презентації «Освіта України» «За вагомий внесок у розвиток освіти України».
- 2005 рік — Диплом VIII міжнародної виставки навчальних закладів «Сучасна освіта в Україні» «За високі досягнення в педагогічній і науковій діяльності та вагомий внесок в модернізацію національної системи освіти» та почесне звання «Лідер сучасної освіти»
- 2008 рік — Диплом XI міжнародної виставки навчальних закладів «Сучасна освіта в Україні» «За високі творчі досягнення в удосконаленні змісту навчально-виховного процесу» та почесне звання «Лідер сучасної освіти»

У 1999 році Академія посіла перше місце серед профспілкових закладів освіти України у рейтингу «Софія Київська». У 2001 році у тому ж рейтингу Академію було нагороджено Дипломом переможця Рейтингу вищих закладів освіти. У 2002 році Академію біло визнано найкращою серед вищих закладів освіти України у впровадженні нових освітніх технологій для підготовки кадрів соціально-трудової сфери.
Також Академія посіла перше місце в рейтингу вищих навчальних закладів III—IV рівнів акредитації, у категорії недержавних навчальних закладів (2006 рік) та в рейтингу недержавних вузів Міністерства освіти і науки України (2007 рік).